# Bilagavalli, Belur
Bilagavalli là một làng thuộc tehsil Belur, huyện Hassan, bang Karnataka, Ấn Độ.